# Andrias Christian Evensen
Andrias Christian Evensen (født 6. december 1874 på Viðareiði, død 21. oktober 1917 i København) var en færøsk præst, lingvist, redaktør, forfatter og politiker (SF). Sammen med Jákup Dahl var han blandt de første til at udbrede færøsk, herunder som kirkesprog frem for dansk.
Han tog examen artium i 1894, og blev cand. theol. i 1901. Sognepræst på Sandur fra 1902, og provst over Færøerne fra april 1917 til sin død i oktober samme år. Fra 1906 var han redaktør af Føringatíðindi. Evensen var indvalgt i Lagtinget for Sandoy 1908–1917. Han var valgt for Sjálvstýrisflokkurin, men brød i 1912 med partiet, da han fandt det for ensidigt fokuseret på endemålet om færøsk uafhængighed i stedet for at arbejde for gradvise forbedringer. Han var derefter uafhængigt tingmand de sidste fem år han sad i Lagtinget.
Sammen med Rasmus Rasmussen og Anton Degn etablerede han forlaget Hitt føroyska Bókamentafelagið i 1907.